# Wiljo Tuompo
Wiljo Einar Tuompo (ur. 23 września 1893, zm. 1957) – generał wojsk fińskich, w czasie wojny zimowej dowodził niezależną formacją Pohjois-Suomen Ryhmä.